# 奧沙卡蒂
奧沙卡蒂（英语：Oshakati）是非洲西南部國家納米比亞的城鎮，也是奧沙納區的首府，毗鄰安哥拉接壤的邊界，海拔高度1,074米，受半乾旱氣候影響，每年平均降雨量472毫米，該鎮在納米比亞1990年獨立後經歷了很大的發展，2009年人口約38,600。

## 外部連結
- USAID report on HIV/AIDS impact on Namibian municipalities, Volume 3: Oshakati （页面存档备份，存于）